# 시라카와촌 (후쿠오카현)
시라카와촌(白川村)은 후쿠오카현 미야코군에 설치되었던 촌이다. 현재의 간다정 일부에 해당한다.